# Temperaturanomalien im Jahr 2022
| Monat     | Global   | Europa   |
| --------- | -------- | -------- |
| Januar    | +0,28 °C | +0,79 °C |
| Februar   | +0,23 °C | +2,4 °C  |
| März      | +0,39 °C | −0,43 °C |
| April     | +0,28 °C | −0,42 °C |
| Mai       | +0,26 °C | +0,29 °C |
| Juni      | +0,32 °C | +1,57 °C |
| Juli      | +0,38 °C | +0,72 °C |
| August    | +0,30 °C | +1,72 °C |
| September | +0,35 °C | −0,37 °C |
| Oktober   | +0,41 °C | +1,92 °C |
| November  | +0,16 °C | +1,36 °C |
| Dezember  | +0,27 °C | +0,89 °C |
| Jahr 2022 | +0,30 °C | +0,87 °C |

Die Temperaturanomalien im Jahr 2022 sind Abweichungen von Temperaturmittlelwerten für das Jahr 2022. Als Vergleich dient die Normalperiode 1991–2020, die der von der Weltorganisation für Meteorologie (WMO) verwendete Referenzzeitraum ist. Die Abweichungen werden in diesem Artikel nach Zahlen pro Monat zum einen global und zum anderen für Europa betrachtet und beruhen auf den Angaben des Copernicus Climate Change Service (C3S). Darüber hinaus werden einige weitere regionale, monatliche Temperaturanomalien und in den jeweiligen Monat fallende Hitze- und Kältewellen sowie damit zusammenhängende Wetterphänomene und Temperaturrekorde erwähnt.
Das gesamte Jahr 2022 betrachtet lagen die Temperaturen nach dem Copernicus Climate Change Service global um 0,30 °C über der Normalperiode und für Europa um 0,87 °C, womit es sich nach 2020 um das zweitwärmste Jahr im Analysezeitraum ab 1950 für den Kontinent handelte. Die in der Schweiz gemittelte Jahrestemperatur erreichte mit 7,4 °C den weitaus höchsten Wert seit Messebeginn 1864 und lag 1,6 °C über der Normalperiode. In Deutschland war das Jahr 2022 mit einer Durchschnittstemperatur von 10,52 °C das wärmste Jahr seit Messbeginn 1881. Im Vereinigten Königreich, in Irland, Spanien, Portugal, Frankreich, Italien, Slowenien, Kroatien, Bosnien und Herzegowina wurde jeweils das heißeste Jahr im Datensatz ab 1950 verzeichnet.
Nach der WHO kamen 2022 weltweit über 15.000 Menschen aufgrund von Hitzewellen ums Leben, davon in Europa etwa 4000 in Spanien, über 1000 in Portugal, über 3200 im Vereinigten Königreich und etwa 4500 in Deutschland. Eine im Juli 2023 veröffentlichte Studie schätzte die Anzahl der durch Hitze verursachten Todesfälle allein in Europa im Zeitraum vom 30. Mai bis 4. September 2022 auf etwa 61.700, darunter etwa 18.000 in Italien, 11.300 in Spanien und 8.200 in Deutschland.

## Januar
Der Januar 2022 war global betrachtet um 0,28 °C wärmer als der Durchschnitt 1991–2020 und der sechstwärmste Januar seit Aufzeichnungsbeginn. Die wärmsten Januar-Monate waren noch einmal um 0,3 °C wärmer und fielen in die Jahre 2020 und 2016. Die europäischen Landmassen allein betrachtet lagen die Lufttemperaturen sogar um 0,79 °C über dem Durchschnitt der Normalperiode. So wurde beispielsweise im norwegischen Oslo ein neuer Temperaturrekord für Januar von 12,5 °C gesetzt. Unterdurchschnittlich warm war es dagegen im Südwesten Europas in Spanien und Frankreich. In Südamerika kam es in Argentinien und Brasilien zu einer Hitzewelle, die über 40 °C erreichte und in Argentinien zahlreiche lokale Temperaturrekorde brach. Überdurchschnittlich warm war es zudem in Teilen der Antarktis und im Westen Grönlands. Im Osten Kanadas und der Vereinigten Staaten war es dagegen kälter als gewöhnlich. Auch in Regionen Nord- und Südafrikas sowie in Indien war es unterdurchschnittlich warm. In Australien lagen nach dem Bureau of Meteorology die Temperaturen im Januar um 1,09 °C über dem Wert für 1961–1990. Anfang des Monats kam es im Northern Territory zu einer starken Hitzewelle. Eine weitere Hitzewelle betraf ab Mitte des Monats die Küste von Western Australia. In Onslow wurde am 13. Januar eine Temperatur von 50,7 °C gemessen, die gleichauf war mit dem nationalen Temperaturrekord vom 2. Januar 1960 aus Oodnadatta.

## Februar
Im Februar lagen die Temperaturen etwa 0,23 °C über dem Durchschnitt 1991–2020, aber deutlich unter den Temperaturen der Jahre 2016, 2017 und 2020. In Europa lagen die Temperaturen dagegen mehr als 2 °C über dem Durchschnitt, aber 1,6 °C unter den Rekordwerten von 1990. Weitere Regionen mit überdurchschnittlich hohen Temperaturen waren zudem Nordwestafrika, weite Teile des Mittleren Ostens bis westliches Zentralasien sowie der Norden Sibiriens. Überdurchschnittlich kalt war es dagegen im Norden Alaskas über Nordkanada bis Grönland, um Texas und China sowie im Nordosten Afrikas. Die Ozeane betreffend herrschten über dem Atlantik weitestgehend überdurchschnittliche Lufttemperaturen. Im Pazifik waren die Lufttemperaturen in den mittleren Breitengraden höher als sonst, während sie an der Westküste Nord- und Südamerikas, südlich und östlich Japans sowie in den subtropischen bis tropischen Gebieten des Ostpazifiks niedriger ausfielen. Letzteres ist Zeichen für ein La Niña-Ereignis.

## März
Die Temperaturen im März lagen global 0,39 °C über dem Durchschnitt 1991–2020, womit es sich um den bis dahin fünftwärmsten März handelte. Die Lufttemperaturen über den europäischen Landmassen waren dagegen 0,4 °C kälter als gewöhnlich und damit kälter als in den letzten zehn Jahren. Während es in Nordeuropa dennoch überdurchschnittlich warm war, erstreckten sich die kälteren Regionen von Südeuropa weiter nach Nordafrika, den Nahen Osten und Russland. Zudem war es in Südafrika, einem Großteil Südamerikas und entlang der Rocky Mountains in den Vereinigten Staaten und Zentralkanada für einen März unterdurchschnittlich warm. In Australien war es insgesamt überdurchschnittlich warm, jedoch lässt sich ein kälterer Streifen im Westen des Landes auf den Durchzug des Tropischen Zyklon Anika zurückführen. Höhere Temperaturen herrschten dagegen vor allem in Indien, das den wärmsten März in seiner 122 Jahre zurückreichenden Aufzeichnungen erlebte und eine bis Mai anhaltende Serie von Hitzewellen. Auch nördlich Indiens von Iran bis China und den Nordosten Russlands war es überdurchschnittlich warm. Weitere Regionen mit wärmeren Temperaturen waren Zentralafrika, die Pazifikküste Nordamerikas und Osten Nordamerikas, die Arktis und der Osten der Antarktis, wo es zu einer historischen Hitzewelle kam. Der dortige Wärmerekord für die Monatsmitteltemperatur von −33 °C wurde um 15 °C übertroffen.
Die Lufttemperaturen über den Ozeanen betreffend waren diese im Atlantik östlich der Vereinigten Staaten überdurchschnittlich warm, jedoch nördlich davon in der Labradorsee kälter. Im Pazifik herrschten hauptsächlich in den mittleren Breiten überdurchschnittlich warme Temperaturen sowie östlich Australiens, was zu einer Korallenbleiche am Great Barrier Reef führte. Für März unterdurchschnittliche Lufttemperaturen betrafen dagegen die Westküste Nord- und Südamerikas sowie die tropischen bis subtropischen Regionen im Ostpazifik, die auf ein fortgeführtes La Niña-Ereignis hinweisen.

## April
Der April 2022 war global betrachtet der sechstwärmste und 0,28 °C wärmer als in der Normalperiode 1991–2020, jedoch um 0,2 °C als die Rekordmonate in 2016 und 2020. In Europa fiel der April 0,42 °C kälter als gewöhnlich. Der wärmste April in Europa ereignete sich dagegen in 2018 und war 2,4 °C wärmer als 2022. Besonders kalt war der April 2022 zudem in West und Zentralkanada sowie im Arktischen Ozean. Weitere überdurchschnittliche kalte Regionen waren der Nordwest und Süden Afrikas, Südostasien, Südwestaustralien und Teile der Antarktis. Überdurchschnittlich warm war es dagegen wie bereits im Vormonat in Pakistan und Indien, wo die außergewöhnlichen Temperaturen zu großen Ernteausfällen führten sowie zu Wasser- und Stromknappheit. Auch in angrenzenden Gebieten Zentralasiens, des Mittleren Ostens bis Nordostafrikas insbesondere in Ägypten und dem Sudan war es überdurchschnittlich warm. Weitere Regionen mit Wärmeanomalien umfassten Grönland, den Südwesten der USA bis Mexiko, den Norden Australiens, die Gebiete am Rossmeer und Weddellmeer der Antarktis, der äußerste Osten Russlands und Japan. Die Lufttemperaturen über den Ozeanen waren im April weitestgehend wärmer als in der Normalperiode. Eine Ausnahme bildeten die subtropischen bis tropischen Regionen im Ostpazifik wie für ein andauerndes La Niña-Ereignis typisch.

## Mai
Der Mai 2022 war im globalen Durchschnitt um 0,26 °C wärmer und der fünftwärmste seit Aufzeichnungsbeginn, auf gleicher Stufe mit 2018 und 2021. Der wärmste Mai-Monat ereignete sich im Mai 2020. Überdurchschnittlich warm war es 2022 jedoch im Nordwesten und Osten Sibiriens. In Frankreich war es der wärmste Mai seit Aufzeichnungsbeginn in 1900. Die europäischen Landmassen insgesamt betrachtet fielen die Lufttemperaturen um 0,29 °C wärmer als in der Normalperiode aus. Unterdurchschnittlich warm war es dagegen im Nordwesten der Vereinigten Staaten und im Westen Kanadas sowie im äußersten Nordosten Kanadas und in Grönland. Die Lufttemperaturen über den Ozeanen waren im Mai wie bereits im April weitestgehend wärmer als in der Normalperiode. Eine Ausnahme bildeten erneut die subtropischen bis tropischen Regionen im Ostpazifik.

## Juni
Global waren die Temperaturen im Juni etwa um 0,32 °C höher als im Durchschnitt 1991–2020; es war der drittwärmste Juni (nach 2019 und 2020) seit Messbeginn. Nur Europa betrachtet waren die Temperaturen sogar um 1,6 °C über dem Durchschnitt, was dem zweitwärmsten Juni seit Messbeginn entspricht. Der wärmste Juni in Europa war der Juni 2019, der wegen einer durch das langanhaltende Hoch Vera verursachten Hitzewelle noch 0,3 °C wärmer war. Besonders betroffen war im Juni 2022 der Süden Europas in Portugal, in Spanien, in Frankreich und in Italien. Außerhalb Europas war es auch in Nordafrika, China, Japan und den Vereinigten Staaten überdurchschnittlich warm, während der Juni in Südamerika, in Südafrika, in Ostaustralien und in Grönland 2022 kälter ausfiel. Die niedrigen Temperaturen im Süden des Ostpazifiks und Westatlantiks sind Anzeichen für einen fortgeführten La Niña-Effekt, der Anfang Juli erneut Überschwemmungen im Osten Australiens begünstigte. In Tunesien war der Juni der heißeste bisher gemessene. In Tokio wurden ab 25. Juni rekordbrechende neun Tage hintereinander Temperaturen über 35 °C gemessen, was ebenso wie die Hitzewelle in China zu einem höheren Energieverbrauch führte. In Nordamerika war vor allem Texas betroffen; unter anderem in Houston wurde ein neuer Juni-Temperaturrekord verzeichnet. Am 16. Juni überstieg die Wassertemperatur der Aare an der Messstationen Bern-Schönau die 20-Grad-Marke, so früh im Jahr wie noch nie seit Messbeginn 1970. In der Schweiz wurde der bisher zweitheißeste Juni seit Messbeginn 1864 verzeichnet, die Monatsmitteltemperatur lag 2,7 °C über der Normalperiode. Nur der Juni aus dem Hitzesommer 2003 war dort noch heißer (4,7 °C über der Normalperiode) und seit kurzem auch der Juni 2025 (3,7 °C über der Normalperiode).

## Juli
Die Temperaturen im Juli lagen global fast 0,38 °C über dem Durchschnitt 1991–2020. Es war somit einer der drei bisher heißesten Juli-Monate. Überdurchschnittlich fielen die Temperaturen vor allem in der nördlichen Hemisphäre und dort in Nordamerika, in weiten Teilen Asiens und im Südwesten und Westen Europas aus, wo es ab Mitte Juli zu einer intensiven Hitzewelle kam. In Europa unterdurchschnittlich warm war es dagegen in einem Streifen von Island über Skandinavien und die baltischen Staaten bis zum Kaspischen Meer, Georgien und der Türkei. Insgesamt fiel der Juli in Europa um 0,72 °C wärmer aus als der Durchschnitt von 1991 bis 2020. Damit war es zusammen mit dem Juli 2006 der bisher sechstwärmste Juli. Der wärmste Juli in Europa war 2010, der um 1,0 °C wärmer ausfiel als 2022. Auch auf der südlichen Hemisphäre war es in Südamerika und Südafrika überdurchschnittlich warm, wohingegen der Juli 2022 im Westen des Indischen Ozeans zwischen dem Horn von Afrika und Indien, sowie in Australien und Zentralasien kälter ausfiel. Über den Meeresgebieten war es zudem im Südost-Pazifik kälter, was wie im Juni auf ein fortgeführtes La Niña-Ereignis hinweist. Wärmer war es im Mittelmeer, im Nordpazifik und in den Gewässern um die Antarktische Halbinsel. In der Schweiz wurde in Lugano mit 14 Tagen, vom 12. bis 27. Juli, die längste Hitzewelle (Tagesmitteltemperatur über 25 °C), seit Messbeginn 1864 verzichtet (Dieser Rekord hatte Bestand bis zu den Temperaturanomalien im Juli/August 2024).

Wöchentliche Meteorologische Karten der Temperaturanomalien (°C) in Europa für Juli 2022
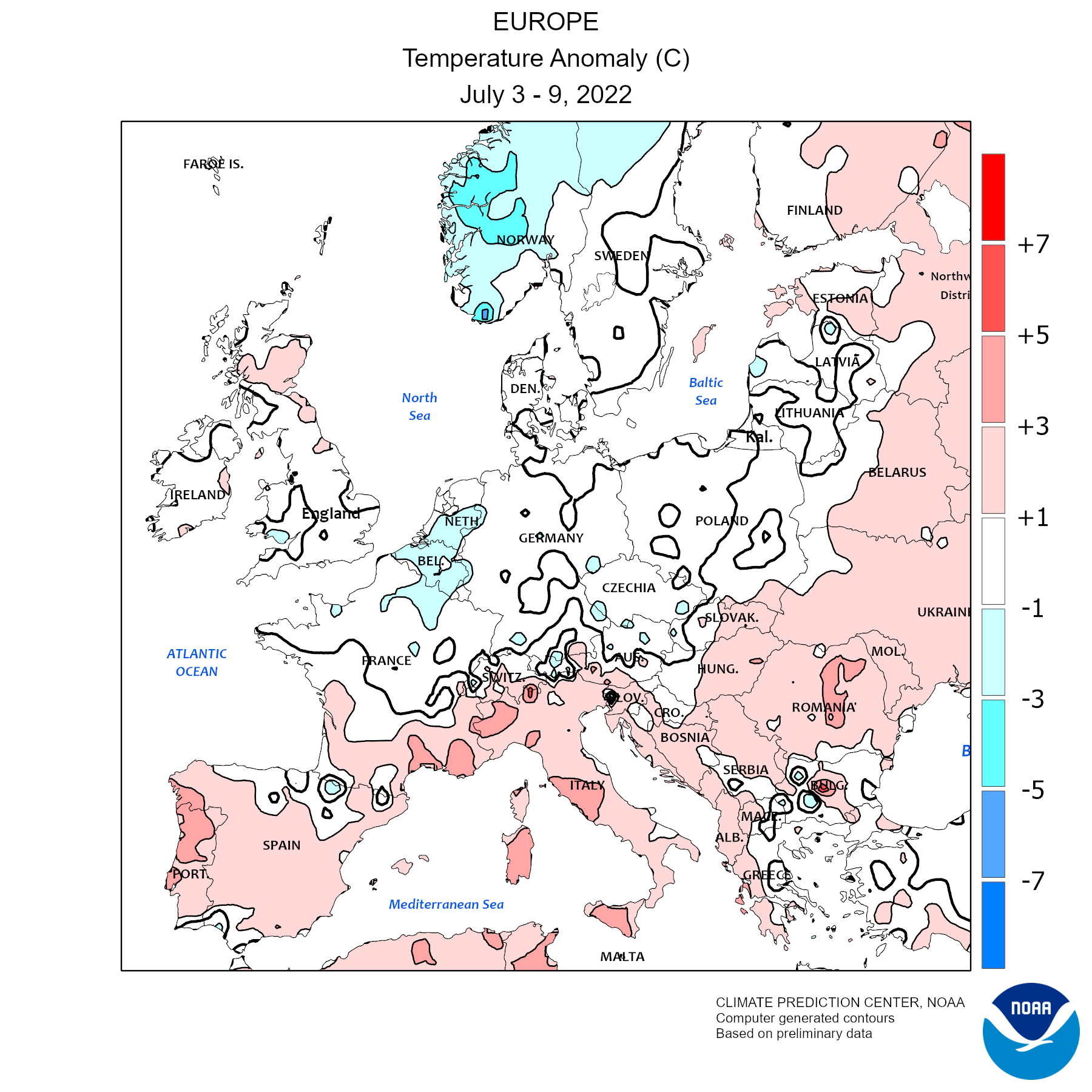
3. – 9. Juli
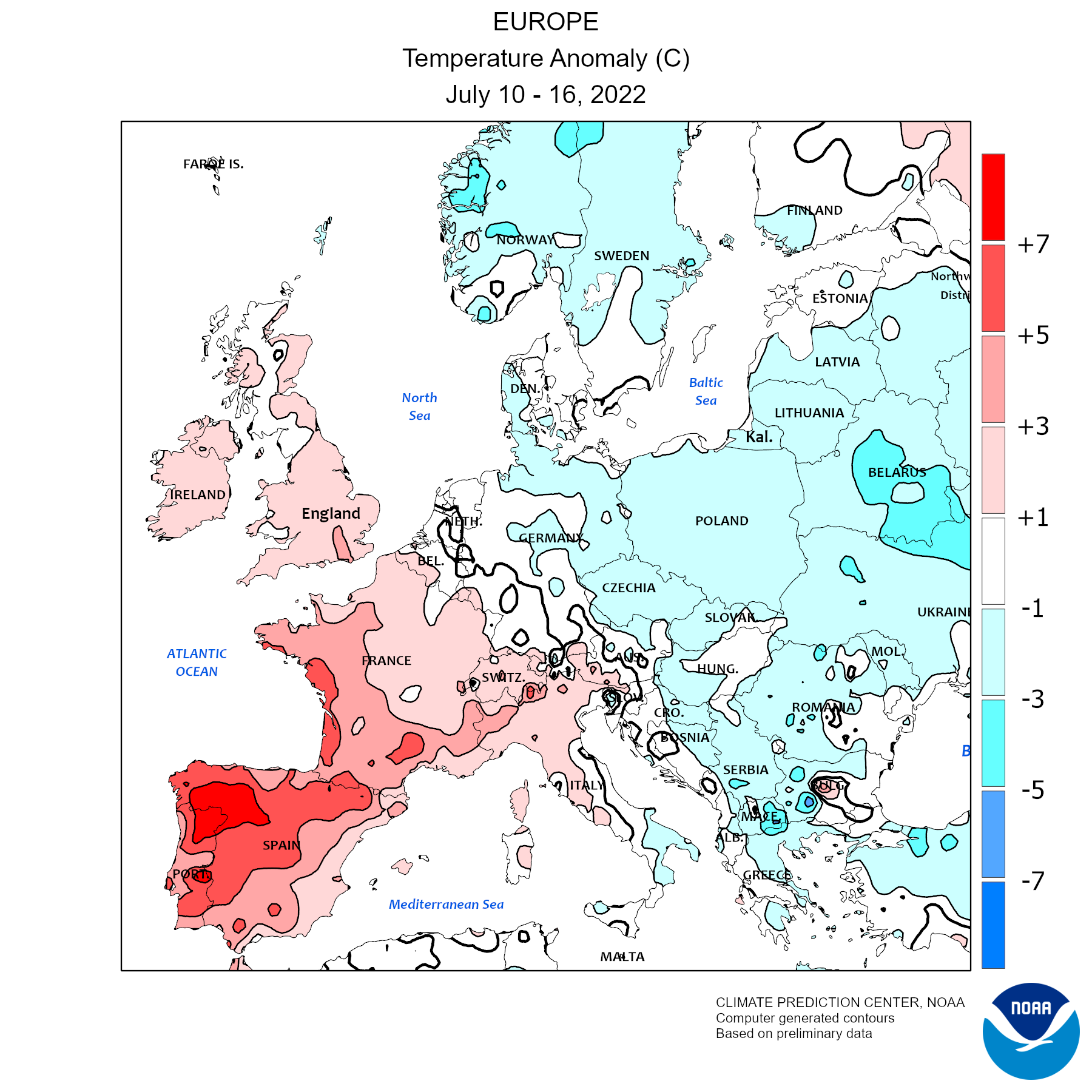
10. – 16. Juli
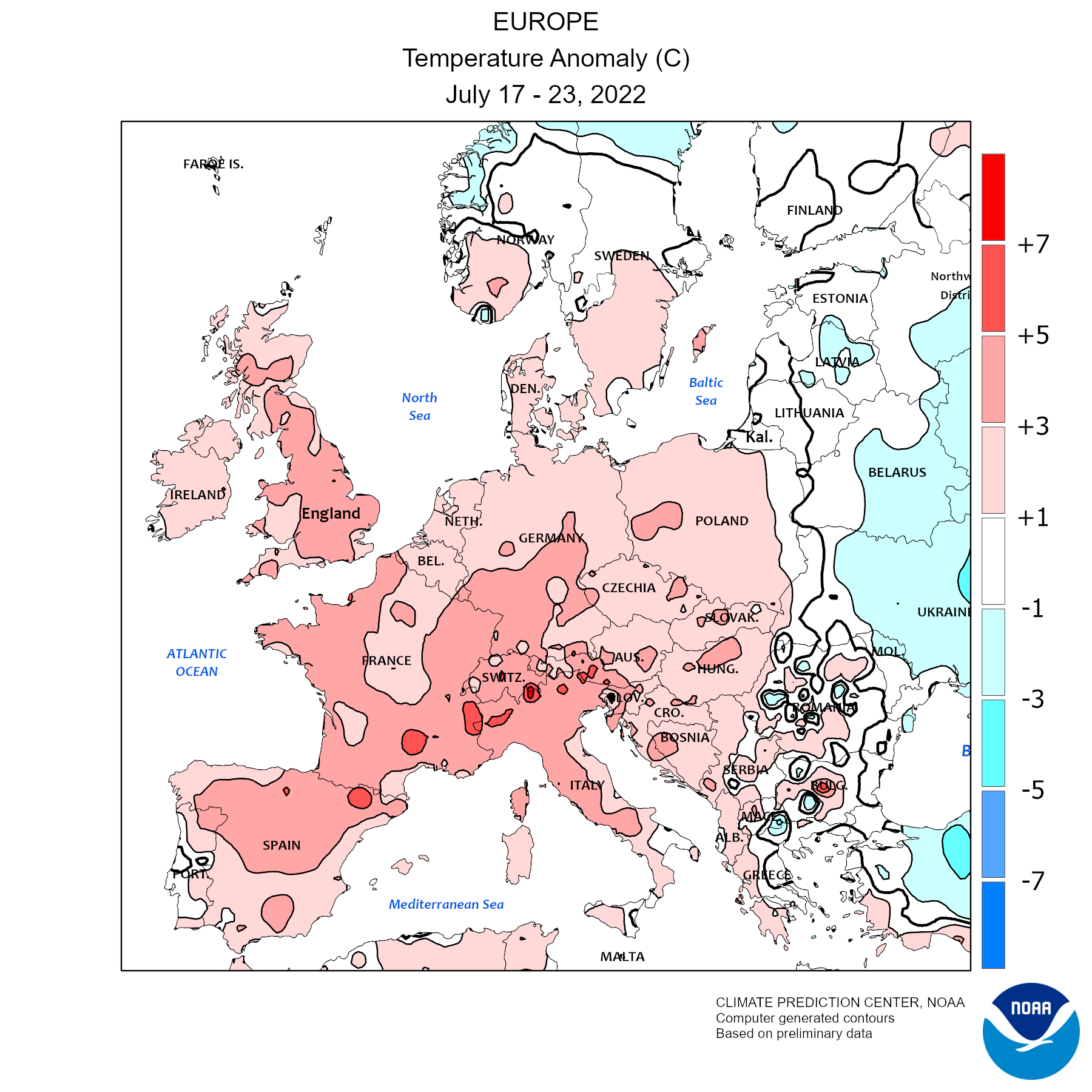
17. – 23. Juli
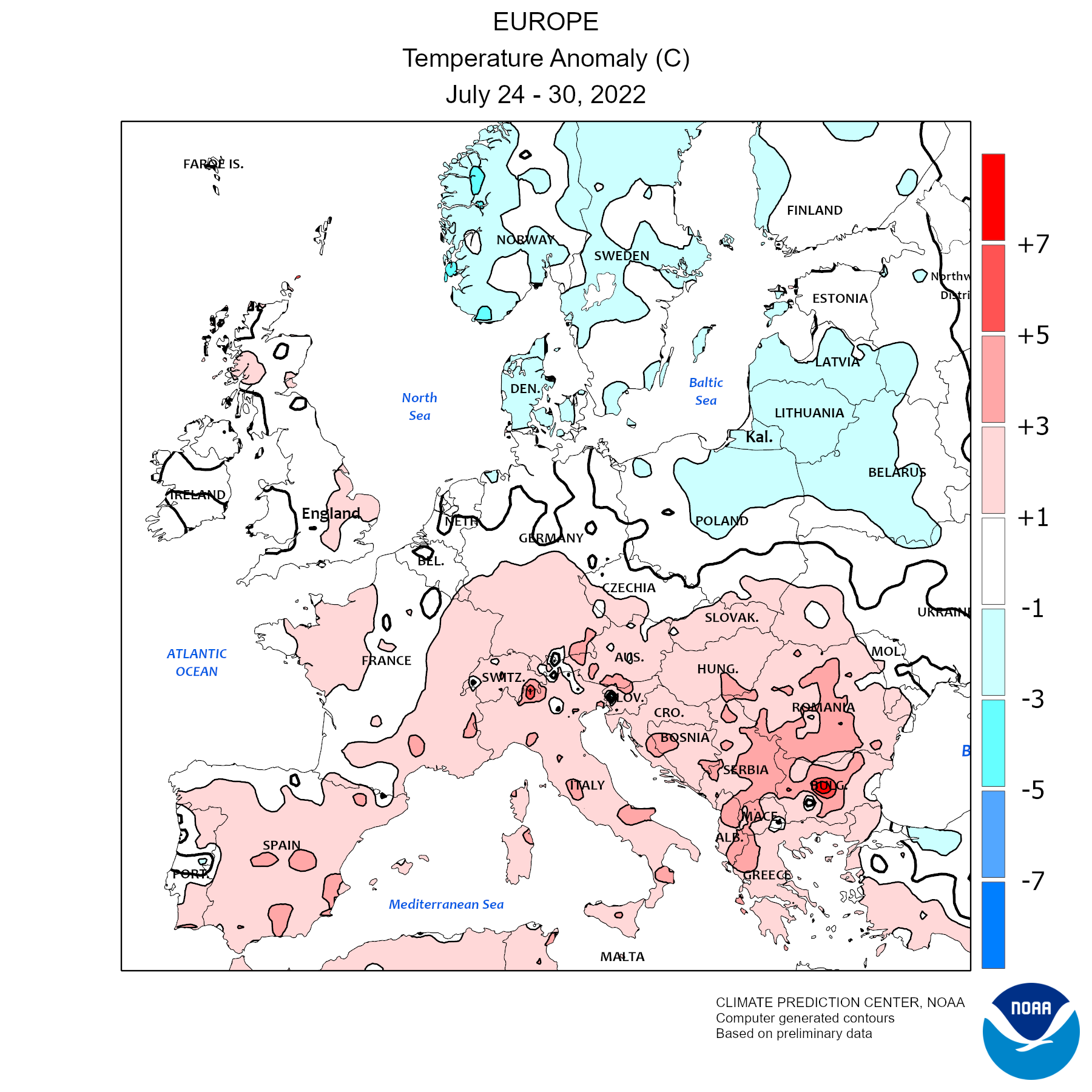
24. – 30. Juli

## August
Im August lagen die Temperaturen global um 0,3 °C über dem Durchschnitt 1991–2020, womit es sich um den bis dahin drittwärmsten August seit Aufzeichnungsbeginn handelte. Um etwa 0,1 °C wärmer war es lediglich in den Jahren 2016 und 2019. Nur Europa betrachtet war der August der bisher wärmste mit einem deutlichen Abstand von 0,8 °C gegenüber dem August 2018. Auch der Sommer (Juni bis August) in Europa war der heißeste seit Beginn der Aufzeichnungen.  Auch im Nordwesten Nordamerikas war es überdurchschnittlich warm und in China dauerte die Hitzewelle weiter an mit besonders schwerer Dürre im Sichuan-Becken. In Pakistan, wo es im Sommer zu einer Überschwemmungskatastrophe kam, waren die Temperaturen dagegen weiterhin ungewöhnlich niedrig. Auch die Regionen weiter gen Norden bis Sibirien verzeichneten eine Kälteanomalie. Über den Ozeanen waren die Temperaturen vor allem in der Barentssee und Karasee überdurchschnittlich hoch. Im Südostpazifik herrschten mit niedrigeren Temperaturen weiterhin La-Niña-Bedingungen.

## September
Im September lagen die globalen Temperaturen 0,35 °C über dem Durchschnitt 1991–2020, jedoch in Europa fast 0,4 °C darunter.
In Hongkong wurde mit 35,9 °C ein neuer Temperaturrekord für September erreicht.
Im Südwesten der USA brachte eine langanhaltende Hitzekuppel neue Rekordtemperaturen, darunter in den kalifornischen Städten Santa Rosa, Napa, Livermore, Redwood City, San José und King City. In Merced und Sacramento wurden jeweils Temperaturen von 116 °F (46,7 °C) gemessen, ein Rekordwert seit Aufzeichnungsbeginn in 1899 bzw. 1877.
In Australien waren die Temperaturen im September zweigeteilt: Im Großteil des Landes lagen sie unter der Normalperiode, jedoch über diesen im äußersten Norden. Insgesamt war es um 0,69 °C wärmer als im Mittel der Jahre 1961–1990. Einige Wetterstationen in Kimberley, im Norden des Northern Territory und entlang der Kap-York-Halbinsel verzeichneten ihren bisher wärmsten September.

## Oktober
Im Oktober lagen die Temperaturen um 0,41 °C über dem Durchschnitt der Normalperiode 1991–2020, aber 0,04 °C unterhalb der Temperaturwerte für den bisher wärmsten Oktober im Jahr 2019. In Europa lagen die Temperaturen fast 2 °C über dem Vergleichswert der Normalperiode. In Deutschland, Frankreich, Österreich und der Schweiz war es der wärmste Oktober seit Aufzeichnungsbeginn und auch in weiten Teilen Italiens und Spaniens. Auch neue Tageshöchsttemperaturen wurden vielerorts erreicht. Überdurchschnittlich hohe Temperaturen herrschten zudem in Kanada und dem Westen der Vereinigten Staaten, so war es beispielsweise im kanadischen British Columbia 3 °C wärmer. Ebenso fiel der Monat in Grönland (dort bereits im September) und Sibirien 2022 wärmer aus. Kühler als gewöhnlich war es dagegen im Südosten der Vereinigten Staaten, Mexiko, Südamerika, Australien und Nordafrika.

## November
Der November 2022 fiel global um 0,16 °C wärmer aus und in Europa um fast 1,4 °C. Die höchsten Wärmeanomalien in Europa herrschten in Island, im Süden Norwegens und auf Spitzbergen. Auch im Nordwesten Afrikas, im Südwesten und Osten Asiens, in Neuseeland sowie im zentralen bis südlichen Chile war es überdurchschnittlich warm. Kühler fiel der Monat dagegen im Westen Kanadas und der Vereinigten Staaten aus sowie in Australien. Im südöstlichen Pazifik hielt der La Niña-Effekt an.

## Dezember
Der Dezember 2022 lag global um 0,27 °C über der Normalperiode und in Europa durchschnittlich um 0,89 °C. Er war der siebtwärmste Dezember seit Aufzeichnungsbeginn und der achtwärmste in Europa seit 1979. Der wärmste Dezember in Europa im Jahr 2019 hatte um 1,7 °C höhere Durchschnittstemperaturen. Innerhalb Europas war es aber 2022 lediglich in Südeuropa überdurchschnittlich warm, wohingegen die Temperaturen in Skandinavien, Island und dem Vereinigten Königreich kälter ausfielen. Außerhalb Europas fanden sich weitere Wärmeanomalien über Nordafrika, Sibirien und dem Osten Kanadas. Über den gesamten Monat unterdurchschnittliche Temperaturen herrschten dagegen im Westen Kanadas und angrenzender Gebiete der Vereinigten Staaten. Der Einfluss des Wintersturm Elliotts zeichnete sich in den Monatsdurchschnittswerten jedoch nicht deutlich ab. Darüber hinaus war es in Zentral-Eurasien und dem Osten Australiens kälter als gewöhnlich.